# Discoptila
Discoptila is een geslacht van rechtvleugeligen uit de familie krekels (Gryllidae). De wetenschappelijke naam van dit geslacht is voor het eerst geldig gepubliceerd in 1890 door Pantel.

## Soorten
Het geslacht Discoptila omvat de volgende soorten:
- Discoptila clauseri Schmidt, 1991
- Discoptila fragosoi Bolívar, 1885
- Discoptila sbordonii Baccetti, 1979
- Discoptila willemsei Karaman, 1975
- Discoptila zernyi Werner, 1934